# Joana, a Louca (filme)
Joana, a Louca (em castelhano:  Juana la Loca) é um filme de drama ítalo-luso-espanhol de 2001 dirigido por Vicente Aranda.
Foi selecionado como representante da Espanha à edição do Oscar 2002, organizada pela Academia de Artes e Ciências Cinematográficas.[carece de fontes?]

## Elenco
- Pilar López de Ayala - Joana de Castela
- Daniele Liotti - Filipe I de Castela
- Rosana Pastor - Elvira
- Manuela Arcuri - Aixa/Beatriz
- Eloy Azorín - Álvaro de Estúñiga
- Giuliano Gemma - Senhor De Veyre